# 英國東北航空
英國東北航空，舊稱BKS空中運輸公司，是一家於1951年成立的航空公司，於1976年併入英國航空。

## 歷史

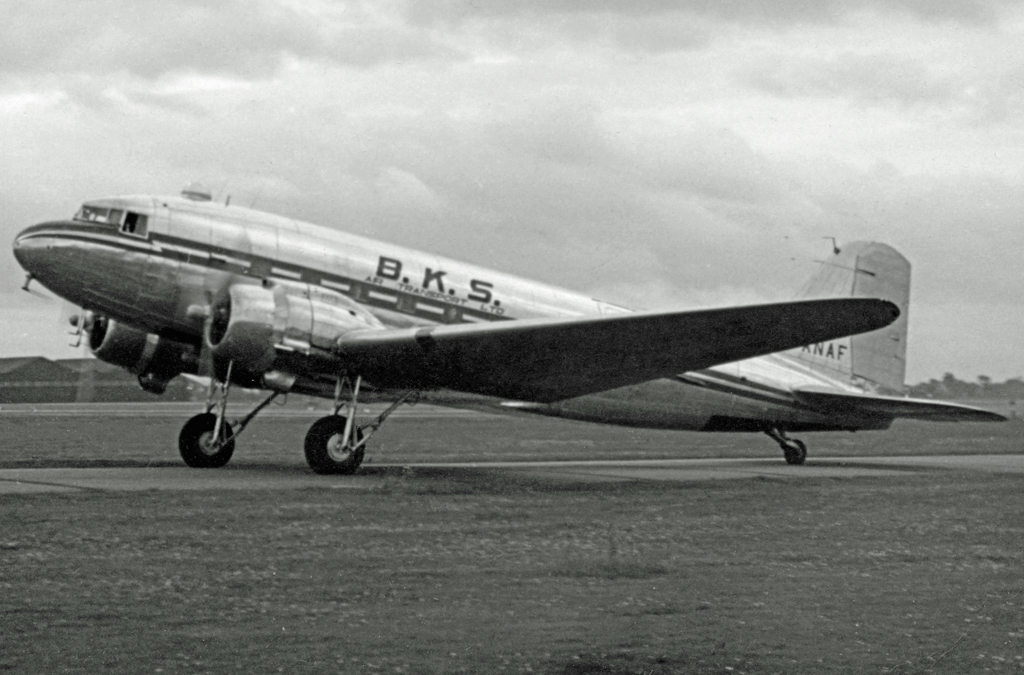
BKS空中運輸公司的C-47

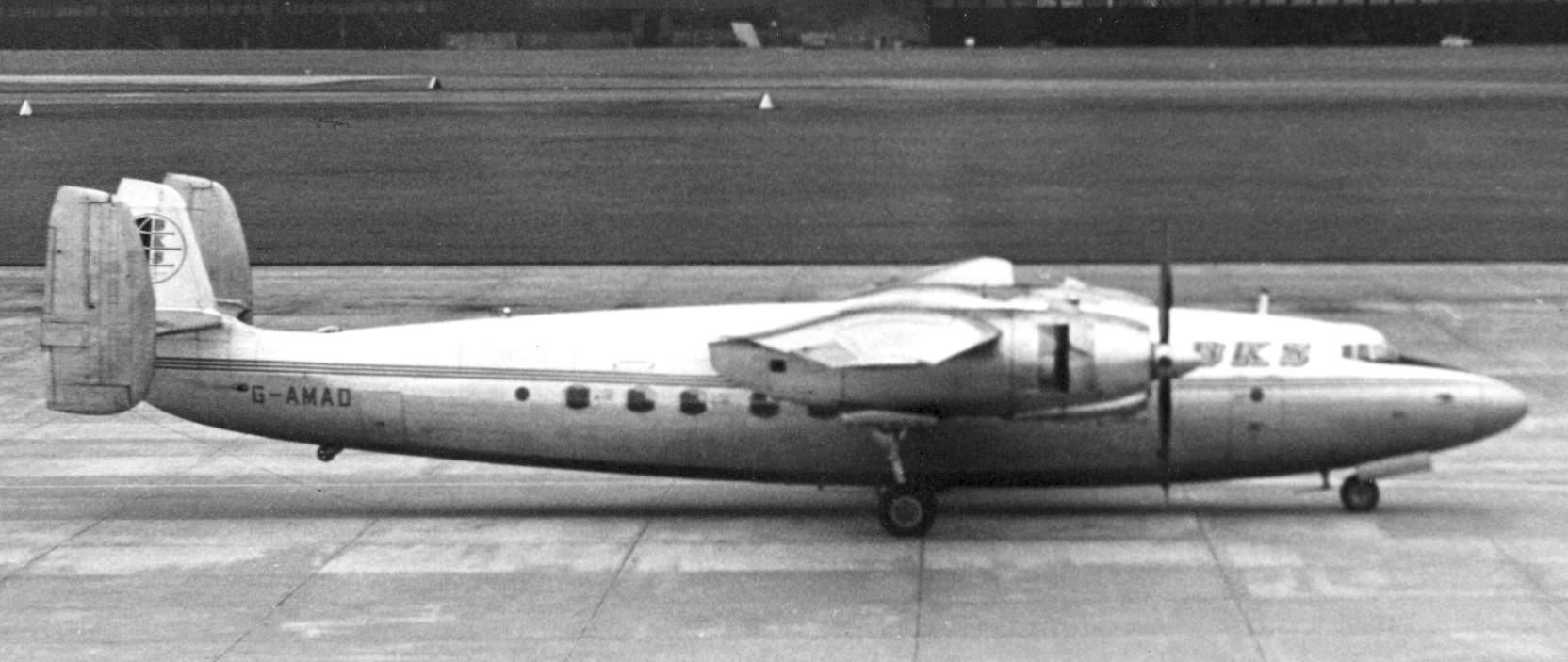
1965年BKS空中運輸公司的空速大使型客機

BKS航空（BKS為三位創辦人的姓氏首個字母：James Barnby，Thomas Keegan和Cyril Stevens）於1951年10月於倫敦紹森德機場開始營運包機業務，使用的機種為道格拉斯DC-3。1952年購入C-47運輸機，在1953年獲允許經營泰恩河畔新堡、曼島和澤西島的定期航班。1953年末更名為BKS空中運輸公司。
為了擴展業務，於1955年購入維克斯VC.1維京，營運馬拉加航線。後來又購入空速大使型客機，於1957年投入服務，主要負責長途航線，包括巴塞爾、貝爾法斯特、都柏林、畢爾包和桑坦德。
隨著業務擴張，開設了更多定期航班，例如泰恩河畔新堡往倫敦等航線。1958年購入布里斯托爾貨機和1961年購入維克斯子爵飛機，1962年的HS748和1964年的不列顛尼亞飛機。
1960年代中期，倫敦希斯洛機場成為BKS空中運輸公司最繁忙的基地，在該機場擁有往布拉福/利茲、提茲塞德和泰恩河畔新堡的國內航班，及往畢爾包、比亞里茨和波爾多的國際航班。
BKS的首款噴射客機是於1969年交付的霍克薛利三叉戟型，用泰恩河畔新堡在－倫敦希斯洛航線，和團體旅遊包機往倫敦或地中海。不久BKS空中運輸又接收多兩架同型飛機。
於1967年BKS空中運輸公司成為英國航空服務的一部份，於1970年11月1日更名為東北航空，1973年7月成為英國航空集團的一部份。1976年東北航空正式併入英國航空，最後一個航班是在1976年3月31日執行。